# Odriško kraljestvo
Odriško kraljestvo (grško Βασίλειον Ὀδρυσῶν, latinizirano: Vasíleion Odrysón, latinsko Regnum Odrysium) je bila zveza več kot 40 tračanskih plemen in 22 kraljestev, ki je obstajala od 5. do 1. stoletja pr. n. št. Kraljestvo je obsegalo večino sedanje Bolgarije in dele severne Dobrudže, severne Grčije in evropske Turčije.
Domneva se, da kraljestvo ni imelo stalne prestolnice, ampak so se kralji selili iz ene rezidence v drugo. Iz napisov na kovancih je razvidno, da je bila prestolnica kraljestva nekaj časa Odrisa (Uskudama), sedanji Odrin (turško Edirne). Drugo rezidenco naj bi zgradil Kotis I. (383-358 pr. n. št.) v vasi Starosel, leta 315 pr. n. št. pa je bil za rezidenco zgrajen Sevtopolis. Ena od zgodnjih prestolnic je bilo tudi Viza v vzhodni Trakiji. Ko je kraljestvo razpadlo, je bila soprestolnica kraljestva mesto Kabile.

## Odrizijci
Odrizijci, Odrizi ali Odruzi (starogrško starogrško Οδρύσαι, Odrísai) so bili eno od najmočnejših tračanskih plemen, ki so živeli ba ravnicah ob reki Hebrus (Marica) na sedanjem mejnem ozemlju med jugovzhodno Bolgarijo, severovzhodno Grčijo in evropsko Turčijo z jedrom okrog Odrina (Edirne). Preko njihovega ozemlja je tekla tudi reka Artescus (Arda). Prvi pisec, ki je omenil Odrize, je bil Herodot. Ksenofont piše, da so Odrizijci po pokopih svojih padlih vojščakov prirejali konjske dirke in spili velike količine vina. Tukidid opisuje njihovo navado, ki jo je prakticirala večina Tračanov, da brez daril (podkupnine) nihče ne naredi ničesar. Heraklit njegovo trditev spodbija.

## Zgodovina
Trakija je bila med vladavino Dareja I. od leta 516 pr. n. št. del Perzijskega cesarstva. Herodot piše, da jo je leta 492 pr. n. št. ponovno podjarmil perzijski general Mardonij. Pod Perzijci je bila del Skudrske satrapije (province), dele Trakije pa so že pred tem in kasneje v številnih invazijah zasedli Skiti in grški kolonisti.
Odriško kraljestvo je bilo prvo tračansko kraljestvo, v katerem so bila pod enim vladarjem, kraljem Teresom I.,  združena številna tračanska plemena. Nastalo je verjetno v 470. letih pr. n. št. po Kirovem porazu v Grčiji.
Na začetku, med vladavino Teresa I. (460–445 pr. n. št.) ali Sitalka (431–424 pr. n. št.) je država dosegla svoj vrh in se raztezala od Črnega morja na vzodu, Donave na severu, ozemlja Tribalov na severozahodu, porečja reke Strimon (Struma) na jugozahodu in Egejskega morja na jugu. Kasneje se je njeno ozemlje skrčilo na sedanjo Bolgarijo, turško Trakijo in Grčijo med rekama Hebrus (Marica) in Strimon, razen obalnega pasu z grškimi mesti. Suverenost se nikoli ni izvajala nad celotnim ozemljem in se je spreminjala s politiko plemen. Tujci so njene kralje poznali kot kralje Trakije.
Obsežno ozemlje je bilo naseljeno s številnimi tračanskimi in dačansko-mezijskimi plemeni, ki so imela so skupnega vladarja in začela izvajati skupno notranjo in zunanjo politiko. Pogoji so bili očitno dovolj ugodni, da so plemena premagala medsebojne spore, kar bi lahko postopoma privedlo do oblikovanja bolj stabilne skupnosti. Obdobje moči Odriškega kraljestva je bilo kratko, zato se oblikovanje trdne države ni uresničilo. Poskusi odriških kraljev, da bi okrepili osrednjo oblast, se zaradi zelo močnih separatističnih teženj niso uresničili. Odriška vojaška moč je temeljila na plemenskih elitah in zato nagnjena k razdrobljenosti. Nekatera plemena so se stalno upirala in se poskušala ločiti, medtem ko so druga ostala izven meja kraljestva. Na koncu 5. in začetku 4. stoletja pr. n. št. je kraljestvo zaradi notranjih sporov razpadlo na tri dele. Politična in vojaška moč kraljestva je upadla, medtem ko je moč Makedonije rasla in Odrizija je dobila nevarnega in ambicioznega soseda.
Grška zgodovinarja Herodot in Tukidid pišeta, da se je v Odriškem kraljestvu proti koncu 5. stoletja pr. n. št. pojavila vladarska dinastija, ki je naslednjih sto let vladala večini ljudstev med Donavo in Egejskim morjem. Kasnejši zapisi, kovanci in napisi kažejo, da je dinastija živela do začetka 1. stoletja n. št., čeprav je bila podrejena najprej Perzijcem in nato Makedoncem in Rimljanom. Odriško kraljestvo je kljub temu, da je propadlo, imelo odločilen pomen za značaj jugovzhodne Evrope tako v rimskem obdobju kot po njem.
Teresov sin Sitalk se je izkazal kot sposoben vojaški poveljnik, ki je prisilil plemena, da so priznala njegovo suverenost. Bogata država je začela graditi ceste, s katerimi se je razvilo trgovanje, in ustvarila močno vojsko. Sitalk se je leta 429 pr. n. št. združil z Atenci in organiziral velik vojni pohod proti Makedoncem. Vojsko so sestavljala predvsem tračanska in peonska plemena. Vojska, ki je po Tukididu štela 150.000 mož, se je morala zaradi pomanjkljive oskrbe in prihajajoče zime umakniti.
V 5. stojetju je bila lingua franca kraljestva grščina, ki jo je govorilo vsaj nekaj članov vladarske družine in je postala jezik državnih uradnikov. Tračanskemu jeziku so prilagodili grški alfabet, četudi je bila Trakija domovina samo negrško govorečih plemen.
Po razpadu kraljestva na tri delno neodvisna kraljestva, je Filip II. Makedonski napadel in osvojil večino Trakije. Nekaj odriških kraljev in tračanskih plemen se mu je uklonilo in občasno plačevalo davke tudi Filipovima naslednikoma Akeksandru Velikemu in Filipu V. Makedonskemu. Dve od treh kraljestev je Filip II. leta 352 pr. n. št. prisilil v vazalni položaj. Leta 342-341 pr. n št. je osvojil jedro Odriškega kraljestva in odstavil vladajoče kralje ali uporna vazale. Sevt III. (vladal 341-300 pr. n. št.) je Filipova osvajanja preživel in vzdrževal kontinuiteto kraljestva, morda z delitvijo oblasti z makedonskim satrapom Trakije Lizimahom, ki je bil na ta položaj imenovan leta 323 pr. n. št.. Sevt se je pogosto vojskoval z Lizimahom. Svojo prestolnico je leta 320 pr. n. št. prenesel v Sevtopolis pri Kazanlǎku v osrednji Bolgariji. Prestolnico so leta 281 pr. n. št. opustošili Kelti. Odriška vojska pod poveljstvom kralja Plevrata je leta 212 pr. n. št. uničila Keltsko kraljestvo in porušila njegovo prestolnico Tilis. Odriško kraljestvo je ohranilo kontinuiteto in svoje kralje do začetka 2. stoletja pr. n. št., ko je bilo razdeljeno na več kraljestev. Takšno je ostalo do rimske osvojitve leta 146. pr. n. št..
Leta 100 pr. n. št. se je Odriško kraljestvo obnovilo, verjetno pod Bitjusom, enim od zadnjih odriških kraljev. Za Bitjusa ni znano ali je bil rimski vazal ali poponoma neodvisen vladar. Nekaj let kasneje je nekaj tračanskih in keltskih plemen preplavilo južni Balkan, Epir, Dalmacijo in severno Grčijo in prodrlo do Peloponeza. Leta 55 pr. n. št. je svoje kraljestvo (Sapei) ustanovila druga veja odriških vladarjev in do leta 30 pr. n. št. osvojila ali kako drugače podjarmila drugo odriško kraljestvo (Antea). Leta 11 pr. n. št. je odriški kralj postal stric cesarja Avgusta, kar je ospešilo romanizacijo regije. Leta 46 pr. n. št. je zadnjega odriškega kralja umorila njegova žena in kraljestvo so popolnoma podjarmili Rimljani.

## Kultura
Na razvoj tračanskih obrti in obdelavo kovin se imeli velik vpliv Perzijci, na vojskovanje pa Kelti in Tribali, od katerih so privzeli vojaško opremo.
Tračanske oblačila so bila kakovostna, izdelana iz konoplje, lanu in volne. Jopiči z barvnimi obrobami in koničasta obuvala so bili podobni skitskim. Geti so bili celo tako podobni Skitom, da so jih pogosto zamenjavali. Plemiči in nekateri vojaki so nosili kape. Na oblačenje so imeli velik vpliv tudi Grki in obratno, kar je skupaj z običaji znatno prispevali k preoblikovanju družbe na vzhodnem Balkanu. Grški slog oblačenja, nakita in vojaške opreme so bili priljubljeni zlasti med plemstvom. Za razliko od Grkov so Tračani pogosto nosili hlače in se tetovirali, tako kot Dačani in Iliri, s čimer so kazali na svoj družbeni položaj. Tračanski kralji so bili podvrženi helenizaciji in so žrtvovali tudi grškim bogovom.

## Arheologija
Arheologi so odkrili bivališča in templje iz odriškega obdobja, predvsem v okolici Starosela in pogorju Sredna gora. Na tem najdišču so odkrili severovzhodni del zidu kraljeve rezidence, dolg 13 m in visok do 2 m, in imeni Kleobula in Anaksandra, makedonskih generalov Filipa II. Makedonskega, ki sta poveljevala napadu na Odriško kraljestvo. 

## Odriški zakladi
- Panagjuriški zaklad
- Rogozenski zaklad Rogozen Treasure
- Zlate figurice iz Sinemoreca
- Tračanski Pegaz iz Vazova
- Zaklad iz Letnice
- Zaklad iz Lukovita
- Zlata posmrtna maska (verjetno) Teresa I., prvega vladarja Odriškega kraljestva
- Bronasta glava (verjetno) Sevta III. iz njegove pogrebne gomile Goljamata Kosmatka pri Šipki
- Borovski zaklad kralja Kotisa I.